# Roms skövling (455)

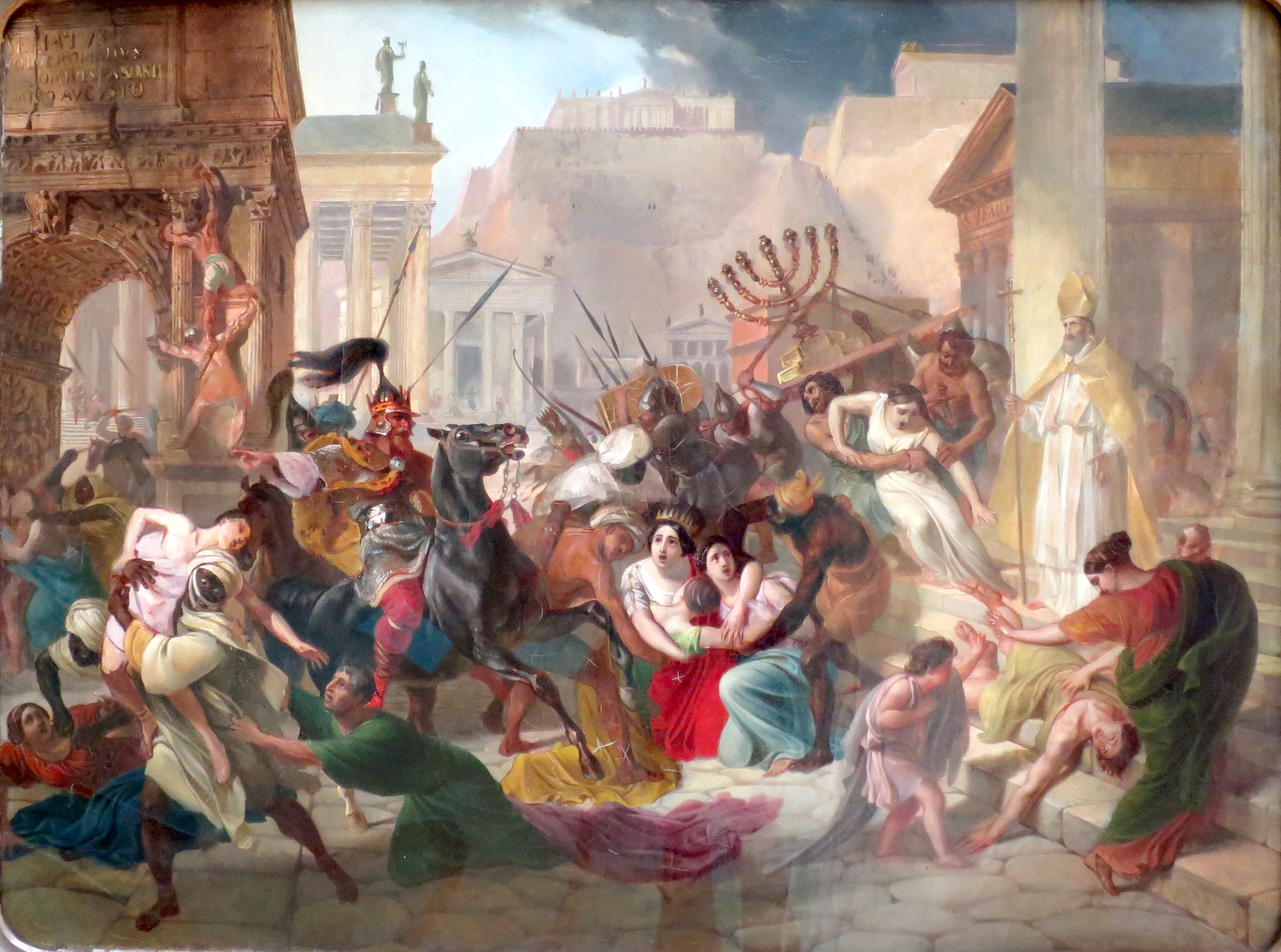
Genseric sacking rome 456

Roms skövling den 2 till 16 juni 455 ägde rum sedan vandalerna under Geiserik hade besegrat den västromerske kejsaren Petronius Maximus. 
Det råder motstridiga uppgifter om hur skövlingen gick till. Ett avtal ska ha slutits mellan Leo I och Geiserik, där den senare gått med på att inte förstöra staden om han blev insläppt, något han ska ha gått med på. Vissa författare har därför tolkat skövlingen som mild, och uppgivit att inga massakrer eller större förstörelse inträffade. Det finns dock samtida uppgifter om att många skeppslaster romare togs som slavar under skövlingen, och att kejsarinnan Licinia Eudoxia och hennes döttrar togs som fångar och fördes bort. Flera verk av förstörelse blev också dokumenterade, så som avlägsnande av bronstaket från Jupitertemplet och annan förstörelse. På grund av skövlingens längd på flera dagar, har det också tagits som tecken på att vandalernas plundring av Rom var betydligt värre än västgoternas år 410.

## Vandalism
På grund av vandalernas påstådda grymhet och förstörelseiver vid plundringen används ibland ordet vandaler om personer som ägnar sig åt skadegörelse eller annan okynnesbrottslighet, vilket kallas vandalism. Att vandalerna skulle varit mer brutala och inriktade på att förstöra än andra, är dock ett historiskt missförstånd, som till stor del måste läggas Voltaire och abbé Henri Grégoire till last.
Plundringen av Rom var knappast den värsta man känner till från historien. Rom lämnades förvisso uttunnat, men inte bränt, härjat och förstört, men Voltaires försök att framställa vandalerna som blinda förstörare genom myntningen av ordet "vandaler" har slagit rot och blivit ett begrepp i nutidens flora av ord som egentligen saknar saklig grund. Abbé Henri Grégoire skall 1794 ha myntat ordet "vandalism".